# Ada Rehan
Ada Rehan, geboren als Delia Crehan, (Limerick, 22 april 1859 - New York, 8 januari 1916) was een Amerikaanse actrice van Ierse afkomst.

## Levensloop en carrière
Rehan werd in 1859 in de Ierse stad Limerick geboren. In 1865 trok haar familie naar de Verenigde Staten. Ze maakte haar debuut in het theater in de jaren 1870. In 1879 tekende ze een contract bij Augustin Daly, voor wie ze twintig jaar lang (tot aan Daly's dood) zou werken. 
Rehan overleed in 1916 op 56-jarige leeftijd. 
- Bibliothèque nationale de France: cb16138866v (data)
- Gemeinsame Normdatei: 11639143X
- International Standard Name Identifier: 0000 0000 4343 9049
- Library of Congress Control Number: no90006797
- SNAC: w6hx1jg2
- Virtual International Authority File: 126149106266268492142